# Winstone
Winstone – wieś w Anglii, w hrabstwie Gloucestershire, w dystrykcie Cotswold. Leży 16 km na południowy wschód od miasta Gloucester i 137 km na zachód od Londynu.